# Finding Shore
Finding Shore je kolaborativní studiové album klavíristy Toma Rogersona a hudebníka Briana Ena. Vydáno bylo 8. prosince roku 2017 nezávislou společností Dead Oceans. Album vyšlo jak na kompaktním disku, tak i na dlouhohrající gramofonové desce. První skladba z alba, nazvaná „Motion in Field“, byla představena koncem září 2017.

## Seznam skladeb
1. Idea of Order at Kyson Point – 3:30
2. Motion in Field – 3:46
3. On-ness – 3:52
4. March Away – 2:50
5. Eastern Stack – 2:45
6. Minor Rift – 2:10
7. The Gabbard – 3:01
8. Red Slip – 1:51
9. Quoit Blue – 4:41
10. Marsh Chorus – 6:41
11. An Iken Loop – 3:04
12. Chain Home – 5:21
13. Rest – 5:21

## Obsazení
- Tom Rogerson – klavír
- Brian Eno – zvuky